# 上埃格里
上埃格里（德語：Oberägeri）是瑞士联邦楚格州的市镇。该市镇面积为36.30平方千米，海拔高度737米，2018年12月31日人口数为6,080。